# 費雪z分佈

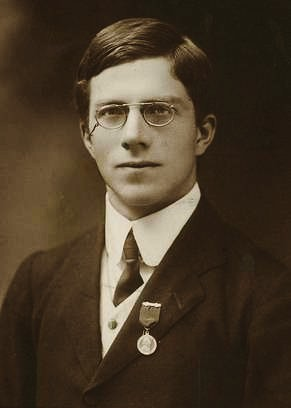
Ronald Fisher

費雪z分佈是F分布隨機變數的自然對數0.5倍拉伸量的機率分布：
{\displaystyle z={\frac {1}{2}}\ln F}
首次由羅納德·愛爾默·費雪於1924年在多倫多舉辦的國際數學家大會的投稿文章所描述。現今則經常以F分布取代之。
費雪z分佈的機率密度函數與累積分布函數可由F分布於{\displaystyle x'=e^{2x}}求得。然而，其平均數與變異數並不能以相同轉換方式求得。
該機率密度函數為
{\displaystyle f(x;d_{1},d_{2})={\frac {2d_{1}^{d_{1}/2}d_{2}^{d_{2}/2}}{B(d_{1}/2,d_{2}/2)}}{\frac {e^{d_{1}x}}{\left(d_{1}e^{2x}+d_{2}\right)^{(d_{1}+d_{2})/2}}}}
其中B為Β函數。
當自由度很大（{\displaystyle d_{1},d_{2}\rightarrow \infty }）時，該分布逼近期望值為
{\displaystyle {\bar {x}}={\frac {1}{2}}\left({\frac {1}{d_{2}}}-{\frac {1}{d_{1}}}\right)}
且變異數為
{\displaystyle \sigma _{x}^{2}={\frac {1}{2}}\left({\frac {1}{d_{1}}}+{\frac {1}{d_{2}}}\right)}
的常態分布。

## 相關分布
- 若{\displaystyle X\sim \operatorname {FisherZ} (n,m)}則{\displaystyle e^{2X}\sim \operatorname {F} (n,m)}（F分布）。
- 若{\displaystyle X\sim \operatorname {F} (n,m)}則{\displaystyle {\tfrac {\log X}{2}}\sim \operatorname {FisherZ} (n,m)}。

## 外部連結
- MathWorld entry （页面存档备份，存于）